# Hodruša-Hámre
Hodruša-Hámre (em húngaro: Hodrushámor) é um município da Eslováquia, situado no distrito de Žarnovica, na região de Banská Bystrica. Tem 46,15 km² de área e sua população em 2018 foi estimada em 2.202 habitantes.

## Demografia
| Ano:        | 1994 | 2004   | 2014   | 2024   |
| ----------- | ---- | ------ | ------ | ------ |
| Broj ljudi: | 2399 | 2288   | 2212   | 1992   |
| Razlika:    |      | -4,62% | -3,32% | -9,94% |

| Ano:               | 2023 | 2024   |
| ------------------ | ---- | ------ |
| Número de pessoas: | 1996 | 1992   |
| Diferença:         |      | -0,20% |